# Мнишек, Станислав Бонифаций
Станислав Бонифаций Мнишек (1580 — 19/20 декабря 1644) — польский магнат, староста саноцкий, львовский (с 1613), самборский, глинянский.

## Биография
Представитель польского магнатского рода Мнишков герба «Мнишек». Сын воеводы сандомирского Ежи Николаевича Мнишка (1548—1613) и Ядвиги Тарло (ум. после 1629). Старший брат русской царицы Марины Мнишек (1588—1614).
В 1592 году вместе с братом Стефаном Яном Станислав Бонифаций был записан в Падуанский университет. В 1602 году после смерти Стефана Яна унаследовал саноцкое староство.
17 октября 1604 года Станислав Бонифаций участвовал в торжественном въезде Лжедмитрия I в Киев. Вместе с отцом Станислав Мнишек участвовал в польской интервенции в поддержку Лжедмитрия в 1604-1605 годах.
В 1613 году после получения должности старосты львовского Станислав Бонифаций уступил должность старосты саноцкого младшему брату Франтишеку Бернарду Мнишку.
После смерти Ежи Мнишка (1613) остались значительные долги, из-за которых братья Станислав Бонифаций и Франтишек Бернард подверглись баниции. 17 марта 1623 года польский король Сигизмунд III Ваза отложил их баницию, а 30 мая 1633 года новый король Владислав IV Ваза за заслуги братьев окончательно отменил баницию. Братья передали свою родовую резиденцию в Ляшках и Хыров с окрестностями венгерскому магнату Юрию Другету. Ляшки в 1638 году были возвращены Мнишекам, а Станислав Бонифаций за 20 000 злотых оказался от неё в пользу младшего брата Франтишека Бернарда.
Станислав Бонифаций Мнишек занимал значительные суммы у еврейских банкиров во Львове и в других городах Русского воеводства. Эксплуатировал мещан и крестьян в королевских имениях («королевщине»), что приводило к конфликтам и вмешательству короля. Часть своих средств передал на нужды костёлов и монастырей.

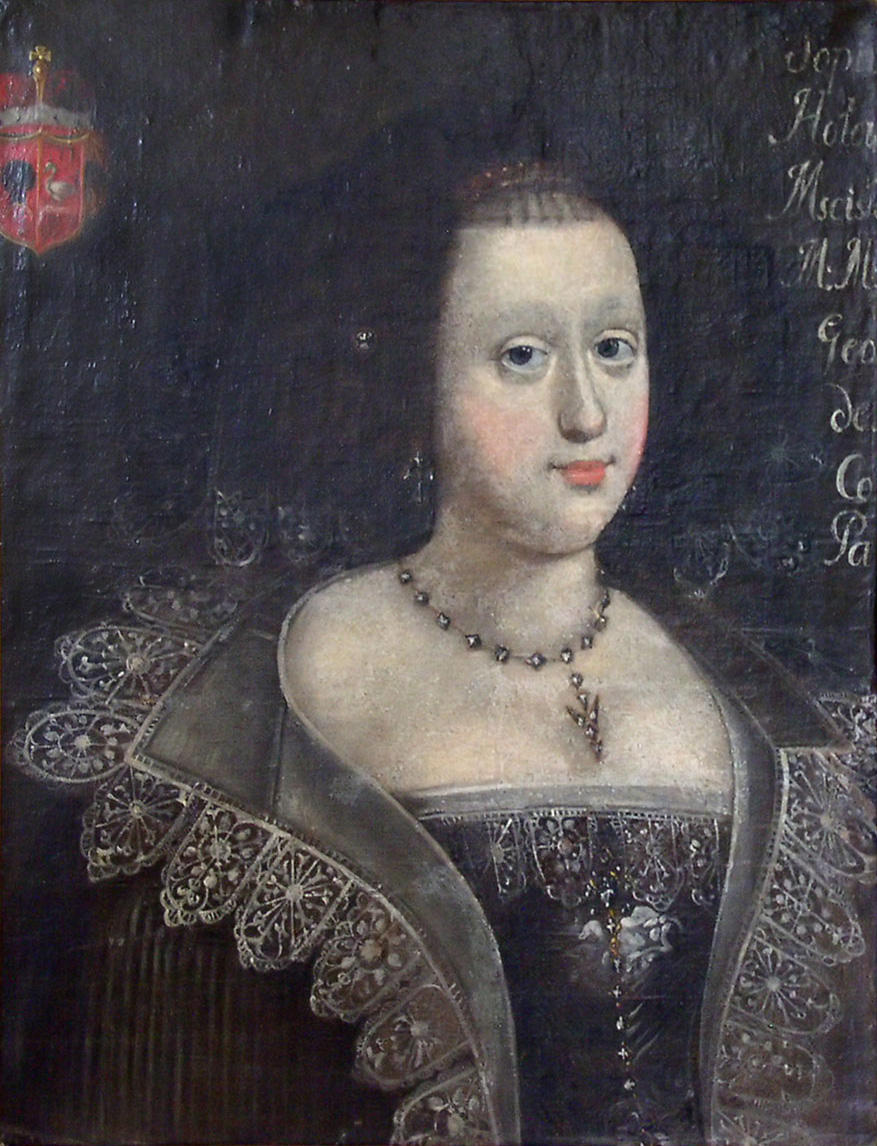
Софья Головчинская в 1602 году

В 1602/1603 году женился на княжне Софии Головчинской (ум. 1605), дочери князя Ярослава Ярославовича Головчинского (ум. 1622) и вдове каштеляна любачевского и брацлавского, князя Григория Сангушко (ум. 1601). Брак был бездетен.